# Изатин
Изатин (от лат. Isatis - вайда) — индол-2,3-дион, красные кристаллы, труднорастворимые в воде, хорошо растворимы в водных растворах щелочей, хлороформе и этаноле, растворим в ацетоне, бензоле, метиловом спирте и горячей воде.
Впервые был получен окислением индиго азотной или хромовой кислотой Эрдманом и Лораном

## Реакционная способность
Изатину свойственна таутомерия; он существует как в лактамной, так и в лактимной форме, проявляя слабокислотные и слабоосновные свойства и образуя соли соответственно с основаниями и кислотами.
Атом водорода при азоте подвижен: в условиях реакции Манниха изатин аминометилируется с образованием N-диалкиламинометилизатина, под действием уксусного ангидрида изатин образует N-ацетилпроизводное.
Нуклеофильное присоединение к изатину идет по карбонилу в положении 3: изатин образует с аммиаком, гидроксиламином, гидразином и фенилгидразином 3-замещенные продукты.
Электрофильное замещение в ароматическом ядре изатина вследствие направляющего эффекта азота лактамной группы идет в положения 5- и 7- (пара- и орто- положения к азоту), бромирование и нитрование идут в положение 5.

## Синтез
Впервые изатин был получен окислением индиго - действием бихромата калия в серной кислоте (Эрдман) или азотной кислотой (Лоран), исторически первым синтезом изатина стал синтез Байера из o-нитробензальдегида и ацетона:
Промышленным методом является синтез Зандмейера из анилина и хлоральгидрата. На первой стадии этого синтеза анилин (1) конденсируется в водном растворе с хлоральгидратом и гидроксиламином с образованием изонитрозоацетанилида (2). На второй стадии изонитрозоацетанилид под действием концентрированной серной кислоты претерпевает внутримолекулярную конденсацию с образованием изатина (4), этот метод используется для синтеза и других производных изатина из замещенных анилинов:
Другим методом синтеза изатинов является синтез Штолле (Stolle) - взаимодействие анилинов с оксалилхлоридом с образованием хлороксоанилида, циклизующегося в изатин под действием кислот Льюиса (хлорид алюминия, эфират трифторида бора)
Замещенные изатины также могут быть синтезированы окислением индолов под действием различных окислителей,.

## Применение
Изатин и некоторые его производные — ценные полупродукты в производстве кубовых индигоидных красителей; применяется также для обнаружения и фотометрического определения тиофена в бензоле (так называемая индо-фениновая реакция), пиррола и меркаптанов в воздухе.
Изатин-β-оксим — продукт взаимодействия изатина с гидроксиламином — применяют для обнаружения и определения урана, для обнаружения Ag, Co и многих других переходных металлов.